# Labeobarbus nedgia
Labeobarbus nedgia är en fiskart som beskrevs av Rüppell, 1835. Labeobarbus nedgia ingår i släktet Labeobarbus och familjen karpfiskar. IUCN kategoriserar arten globalt som livskraftig. Inga underarter finns listade i Catalogue of Life.